# Sönam Gyeltshen (Taglungpa)
| Tibetische Bezeichnung                                   |
| -------------------------------------------------------- |
| Wylie-Transliteration: spyan snga bsod nams rgyal mtshan |
| Chinesische Bezeichnung                                  |
| Vereinfacht: 索南坚赞                                    |
| Pinyin:Suonan Jianzan                                    |

 Sönam Gyeltshen   (tib.  bsod nams rgyal mtshan; geb. 1386; gest. 1434) war ein großer Meister der späteren Zeit der Taglung-Kagyü-Schule des tibetischen Buddhismus. Er war Abt des Klosters Densa Thil (gDan sa mthil) und zählte zu den Lehrern von Tatshag Tshewanggyel (rta tshag tshe dbang rgyal), dem Verfasser des Werkes Lhorong Chöchung.
Den Blauen Annalen zufolge studierte er viel „und predigte im Alter von 11 Jahren das Hevajra-Tantra. Er pflegte Gelehrte einzuladen und "führte mit ihnen philosophische Disputationen" und war für sein Wissen anerkannt“.
Er ist Verfasser des Textes 1359 der Tucci Tibetan Collection (IsIAO), einem Handbuch über die Sechs Yogas von Nāropa unter dem Titel dPal na ro'i chos drug gi khrid yig bde chen gsal ba'i 'od zer stong ldan. Die Autorin Marta Sernesi argumentiert, dass letzterer in der ersten Hälfte des 15. Jahrhunderts als Teil einer umfassenderen Produktion von Texten und Kunstobjekten unter der Schirmherrschaft der herrschenden Familie von Phag mo gru, der lHa gzigs-Familie Lang (Rlangs), zu der der Autor gehörte, erstellt wurde.

Die Bibliographie des Tibetologen Dan Martin berichtet bezüglich des Werkes Chos-’byung Mig-’byed ’Od Stong (unter dem Jahr 1418) über die Schwierigkeiten der Zuschreibung der Verfasserschaft: 

„One Spyan-snga Rin-po-che Bsod-nams-rgyal-mtshan (1378–1466) is known in Roerich, Blue Annals, p. 721. More likely, according to a communication from Elliot Sperling (October 29, 1995), the author of this history would have been Chos-rje Bsod-nams-rgyal-mtshan-dpal-bzang-po (1386–1434), for whom see Roerich, Blue Annals, pp. 589–595. In Gangs-can Mkhas-grub, p. 1038, Spyan-snga Bsod-nams-rgyal-mtshan-dpal-bzang-po was born in about the mid-14th century.“